# Borragineae

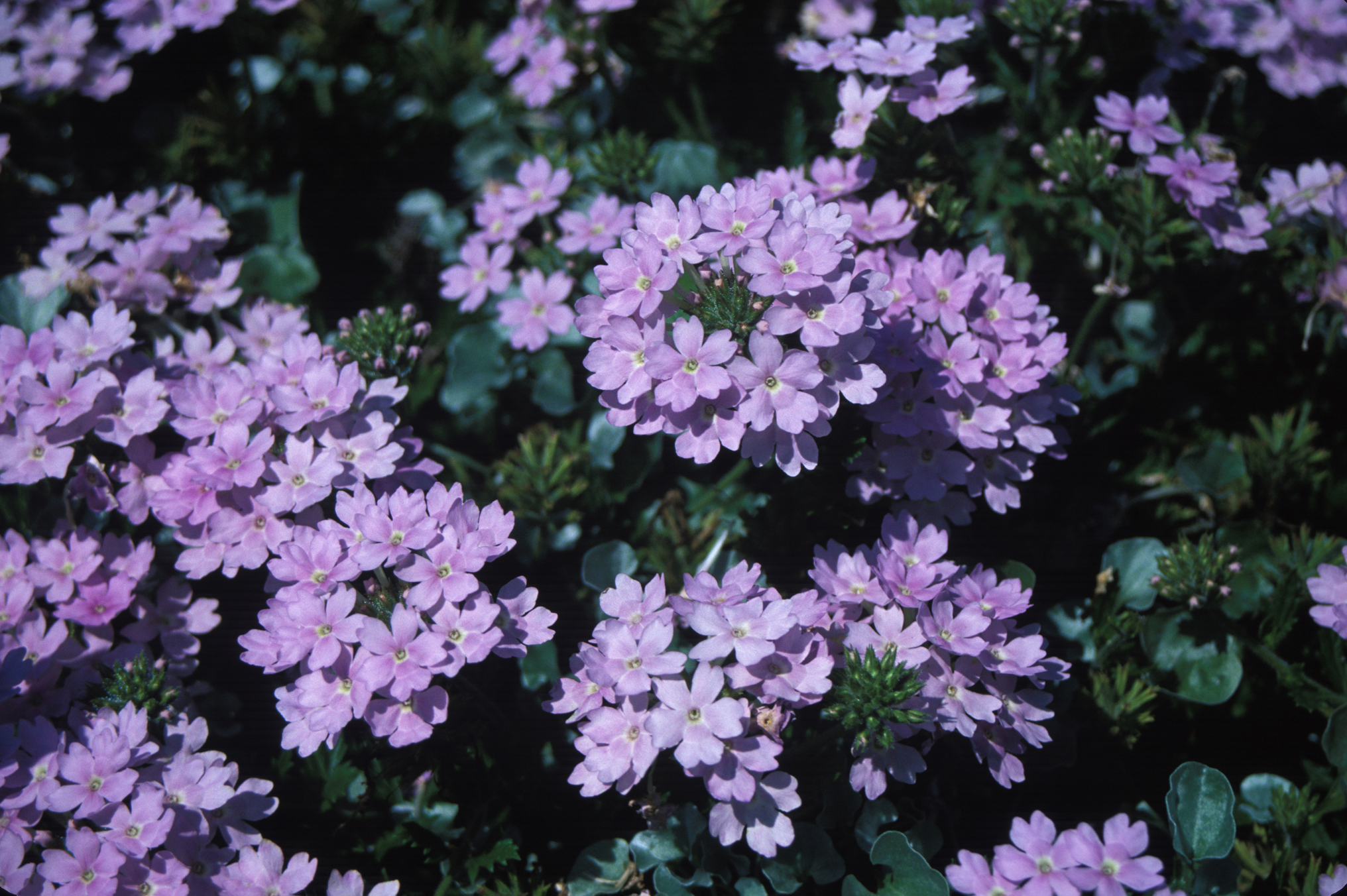
Dichondra

Borragineae, na classificação taxonômica de Jussieu (1789), é uma ordem botânica da classe Dicotyledones, Monoclinae (flores hermafroditas ), Monopetalae ( uma pétala), com  corola hipogínica (quando a corola se insere abaixo do nível do ovário).
Apresenta os seguintes gêneros:
- Patagonula, Cordia, Ehretia, Menais, Arronia, Ournefortia, Hydrophillum, Phacelia, Ellisia, Dichondra, Messerschmidia, Cerinthe, Coldenia, Heliotropium, Echium, Lithospermum, Pulmonaria, Onosma, Symphytum, Lycopsis, Myosotis, Anchusa, Borrago, Asperugo, Cynoglossum, Nolana, Siphonanthus, Falkia.